# ويزلي تافاريس دوس سانتوس
ويزلي تافاريس دوس سانتوس هو لاعب كرة قدم برازيلي في مركز الدفاع، ولد في 21 يناير 1991 في ساو فيسنتي في البرازيل. لعب مع بورتوغيزا سانتيستا.